# Portal del Rey
El portal del Rey es una vía pública de la ciudad española de Vitoria.

## Descripción
La vía, que se ha conocido con diversos nombres a lo largo de la historia, discurre desde la calle de San Francisco, en la conexión de la calle Nueva Fuera con la de los Fueros, hasta llegar a la avenida de Santiago, en la confluencia de la de Francia con la de la Paz. Su nombre, como el del resto de vías vitorianas que llevan la denominación de «portal», indica que en algún momento fue punto de acceso a la ciudad. En este caso, recuerda la entrada del emperador Carlos I de España en la ciudad.
El portal aparece descrito en la Guía de Vitoria (1901) de José Colá y Goiti con las siguientes palabras:

Calle del Portal del Rey.—Nombre primitivo. El año 1524 se le dió este título para perpetuar la memoria de la visita hecha á esta ciudad por el rey Carlos I. Principia en la calle de San Francisco y concluye en la plazuela del Hospital.
(Colá y Goiti, 1901, p. 50)

Entre 1931 y 1936, el tramo conjunto formado con la calle de San Francisco se llamó «calle de Fermín Galán» en honor a Fermín Galán Rodríguez (1899-1930), militar ejecutado por su participación en la sublevación de Jaca. Muy dada al comercio, se han instalado en la vía a lo largo de los años herreros, ganaderos, castradores y feriantes, entre otros negocios.